# Mirrorcle World
Singles de Ayumi Hamasaki
Together When...
(2007) Days/Green / 
 Green/Days
(2008)
Mirrorcle World (jeu de mots entre les termes anglais mirror et miracle) est le 43e single original de Ayumi Hamasaki sorti sous le label Avex Trax, en excluant ré-éditions, remixes, singles digitaux, et son tout premier single sorti sous un autre label.

## Présentation
Le single sort le 8 avril 2008 au Japon sous le label Avex Trax, produit par Max Matsuura, enregistré à Los Angeles. Il sort six mois après le précédent single de la chanteuse, Talkin' 2 Myself. Il atteint la 1re place du classement de l'Oricon, ce qui fait d'Hamasaki la première chanteuse à s'y classer N°1 dix années de suite. Il se vend à 145 576 exemplaires la première semaine, et reste classé pendant quinze semaines, pour un total de 193 020 exemplaires vendus durant cette période.
Il sort en deux versions "CD" ainsi qu'en deux versions "CD+DVD", avec des pochettes et contenus du CD différents ; le DVD supplémentaire identique contient le clip vidéo de la chanson-titre et son "making-of", tournés en France, à Paris, première rencontre entre Hamasaki et ses fans français. Les premières éditions des deux versions "CD+DVD" sortent dans des boitiers spéciaux rectangulaires de grande taille.
Les différentes versions du single contiennent trois chansons et leurs versions instrumentales, dont deux chansons en commun : la chanson-titre, qui est une nouvelle version rallongée du court titre Mirror qui ouvrait le précédent album Guilty sorti trois mois auparavant, et une "face B" inédite : Life. Pour fêter les dix ans de carrière de la chanteuse chez Avex, une version du single (et sa version avec DVD) contient en troisième titre une nouvelle version de la chanson-titre de son deuxième single You, tandis que l'autre version (CD et CD+DVD) contient quant à elle une nouvelle version de la chanson-titre de son cinquième single Depend On You, tous deux  sortis en 1998.
Les deux chansons récentes ont servi de thèmes musicaux pour des campagnes publicitaires : la chanson-titre pour les produits Lumix FX3 de la marque Panasonic et Daiichikosho Melo DAM, et la chanson en "face B" Life pour le site web music.jp. La chanson-titre figurera sur la compilation A Complete: All Singles de 2008, et sera également remixée sur l'album Ayu-mi-x 7 -version House- de 2011.

## Liste des titres
Toutes les paroles sont écrites par Ayumi Hamasaki.
| 1. | Mirrorcle World (Original Mix)                         | Yuta Nakano / Yuta Nakano    | 5:16 |
| 2. | Life (Original Mix)                                    | Tetsuya Yukumi, Yuta Nakano  | 3:49 |
| 3. | You (10th Anniversary version) (YOU...)                | Yasuhiko Hoshino / HΛL       | 4:47 |
| 4. | Mirrorcle World (Original Mix - Instrumental)          | Yuta Nakano / Yuta Nakano    | 5:16 |
| 5. | Life (Original Mix - Instrumental)                     | Tetsuya Yukumi / Yuta Nakano | 3:49 |
| 6. | You (10th Anniversary version - Instrumental) (YOU...) | Yasuhiko Hoshino / HΛL       | 4:43 |

| 1. | Mirrorcle World (Original Mix)                          | Yuta Nakano / Yuta Nakano    | 5:16 |
| 2. | Life (Original Mix)                                     | Tetsuya Yukum / Yuta Nakano  | 3:49 |
| 3. | Depend On You (10th Anniversary version)                | Kazuhito Kikuchi / CMJK      | 4:41 |
| 4. | Mirrorcle World (Original Mix - Instrumental)           | Yuta Nakano / Yuta Nakano    | 5:16 |
| 5. | Life (Original Mix - Instrumental)                      | Tetsuya Yukumi / Yuta Nakano | 3:49 |
| 6. | Depend On You (10th Anniversary version - Instrumental) | Kazuhito Kikuchi / CMJK      | 4:38 |

| 1. | Mirrorcle World (vidéo clip) |  |
| 2. | Mirrorcle World (making of)  |  |